# Hypnum alpinum
Hypnum alpinum là một loài Rêu trong họ Hypnaceae. Loài này được (Huds. ex With.) F. Weber & D. Mohr mô tả khoa học đầu tiên năm 1803.